# Nie-miejsce pamięci
Nie-miejsce pamięci – termin stosowany do definiowania miejsc, które były świadkami przemocy i potencjalnie mogły zyskać status miejsc pamięci, a jednak tak się nie stało – nie ma w nich pomników, tablic ani innych oznaczeń.   

## Opis
Nie-miejsca pamięci nie są upamiętnione, a lokalna społeczność nie dokonuje w nich żadnych praktyk pamięciowych (np. uroczystości rocznicowe, składanie kwiatów, palenie zniczy), a jednak nie oznacza to, że zostały one zapomniane. Mieszkający w ich pobliżu ludzie często dokładnie znają ich historię i związane z nimi opowieści, także za sprawą przekazu międzypokoleniowego. Miejsca, o których mowa są liczne i powiązane na różne sposoby z dwudziestowiecznym doświadczeniem masowej śmierci. To miejsca tragicznych wydarzeń, a także elementy przestrzeni związane z eksterminacją: porzucone wioski, zdewastowane i zapomniane cmentarze, nieoznaczone masowe groby.
Termin nawiązuje do koncepcji miejsc pamięci (fr. lieux de mémoire) autorstwa Pierre'a Nora, autora monumentalnego dzieła pod tym samym tytułem.  
Według Regisa Meyran nie-miejsce pamięci różni się od nie-miejsca (bezosobowej przestrzeni) i stanowi określenie miejsca związanego z doświadczeniem masowej przemocy, które nie wyróżnia się niczym wskutek zarówno niechęci władz do przywoływania wspomnienia tragicznych wydarzeń, jak i wskutek faktu, że jednym z celów sprawców przemocy było usunięcie wszelkich śladów historii i zaistniałej tragedii. Trudno wobec tego o materialne wyznaczniki miejsca pamięci.  

## Kontekst terminu
Sformułowaniem nie-miejsca pamięci (fr. non-lieux de mémoire) posłużył się Claude Lanzmann, autor filmu dokumentalnego Shoah w wywiadzie z 1986 roku, na określenie porzuconych, nieoznaczonych miejsc związanych z Zagładą Żydów.
Termin stosowany na określenie miejsc powiązanych z tzw. trudnym dziedzictwem (ang. difficult heritage), nie tylko w kontekście wydarzeń drugiej wojny światowej. 
W Polsce termin ten został zaproponowany przez prof. Romę Sendykę (Ośrodek Badań nad Kulturami Pamięci, Uniwersytet Jagielloński).Nie-miejscom pamięci poświęcony jest projekt badawczy prowadzony w latach 2016–2019 w Ośrodku Badań nad Kulturami Pamięci UJ pod nazwą "Nieupamiętnione miejsca ludobójstwa i ich wpływ na pamięć zbiorową, tożsamość kulturową, postawy etyczne i relacje międzykulturowe we współczesnej Polsce".